# Associação Académico 83 do Porto Inglês
Maillots
L'Associação Académico 83 do Porto Inglês (en créole cap-verdien : Asosiason Akadémiku 83) est un club cap-verdien de football basé à Vila do Maio sur l'île de Maio, au Cap-Vert.

## Histoire
- 6 juillet 1983 : Fondation du club
- 1994 : premier titre de champion de l'île
- 2012 : premier titre de vainqueur de la coupe de l'île
- 2013 : premier titre de vainqueur de la supercoupe de l'île

## Fondateurs
- Jacinto Spencer dos Santos
- Domingos Emanuel Soares
- Francisco Adriano Contina Inês
- Mario Anibal Costa
- Nelson dos Santos
- Domingos Lopes Correia

## Palmarès
- Championnat de L'île de Maio :
  - Vainqueur en 1994, 1995, 1998, 2000, 2012, 2013, 2015 et 2016

- Coupe de Maio :
  - Vainqueur en 2012, 2013 et 2016

- Super Coupe de Maio :
  - Vainqueur en 2013 et 2014

- Tournoi d'Ouverture de Maio :
  - Vainqueur en 2013

## Bilan saison par saison

### Championnat national (étage de groupe)
|      | Groupe | Positions | Points | Journées | V | N | D | B.M. | B.P. | Diff. |
| 2012 | 1B     | 6         | 2 pts  | 5        | 0 | 2 | 3 | 6    | 13   | -7    |
| 2013 | 1B     | 5         | 2 pts  | 5        | 0 | 2 | 3 | 5    | 11   | -6    |
| 2015 | 1A     | 4         | 6 pts  | 5        | 2 | 0 | 3 | 5    | 9    | -4    |
| 2016 | 1B     | 4         | 5 pts  | 5        | 1 | 2 | 2 | 5    | 8    | -3    |

### Championnat régional
|         | Groupe | Positions | Points | Journées | V | N | D | B.M. | B.P. | Diff. |
| 2011-12 | 2      | 1         | -      | -        | - | - | - | -    | -    | -     |
| 2012-13 | 2      | 1         | -      | -        | - | - | - | -    | -    | -     |
| 2013-14 | 2      | 2         | 16 pts | 8        | 5 | 1 | 2 | 17   | 10   | +7    |
| 2014-15 | 2      | 1         | 19 pts | 8        | 6 | 1 | 1 | 20   | 3    | +17   |
| 2015-16 | 2      | 1         | -      | 12       | - | - | - | -    | -    | -     |